# Francesco Gonzaga (1538–1566)
Francesco Gonzaga (ur. 6 grudnia 1538 w Palermo, zm. 6 stycznia 1566 w Rzymie) – włoski kardynał.

## Życiorys
Był synem Ferrante Gonzagi i Isabelli di Capua; jego bratem był kardynał Giovanni Vincenzo Gonzaga. Francesco w młodości studiował prawo, a 26 lutego 1560 został protonotariuszem apostolskim. Dokładnie rok później, 26 lutego 1561 został kreowany kardynałem i otrzymał diakonię San Nicola in Carcere. 2 marca 1562 został arcybiskupem Cosenzy; zrezygnował z tej funkcji 12 stycznia 1565. W międzyczasie był także legatem w Kampanii. W 1562 roku został kardynałem prezbiterem San Lorenzo in Lucina. Od 1563 sprawował w Kurii Rzymskiej funkcję protektora Królestwa Kastylii. 15 maja 1565 został wybrany biskupem Mantui (ponownie został jedynie administratorem diecezji, ze względu na nieosiągnięcie kanonicznego wieku 27 lat). Zmarł w trakcie konklawe, którego był uczestnikiem.